# عبد الله الكربي
عبد الله فيصل ناصر الكربي (مواليد 26 أغسطس 1998، لاعب كرة قدم إماراتي يجيد اللعب كظهير أيمن مع نادي خورفكان الإماراتي.

## مسيرة اللاعب
لعب مع نادي الوحدة ونادي خورفكان.

## روابط خارجية
- عبد الله الكربي على موقع Soccerway.com (الإنجليزية)